# Го Чжень
Го Чжень (郭震, 656 —713) — китайський політик, військовик, поет часів династії Тан.

## Життєпис
Народився у 656 році у Вейчжоу (сучасна провінція Хебей). Походив з впливової чиновницької родини. У 671 році переїздить до столиці Чан'ань, де поступає до імператорського університету. У 673 році він успішно складає імператорський іспит й отримує вищий вчений ступінь цзіньши. Того ж року призначається очільником округу Тонцуань (сучасний Суйнін, провінція Сичуань). Тут суворим ставленням до населення викликав суцільне невдоволення. Почувши про це правителька У Цзетянь викликала Го Чженя до Лояна (який на той час став столицею). Тут Го зумів створити про себе добре враження й тому був помилуваний. Того ж року призначається послом до Тибету. Протягом року він вів перемовини з тибетським представником імператора Дудсрона. Го зумів успішно провести перемовини, а також скористатися розгордіяжем ки почався у Тибеті. У 699 році отримав призначення до відомства обрядів, де відповідав за відносини з іншими державами. У 701 році призначається очільником префектури Лян (на території сучасної провінції Ганьсу). Під час своєї каденції багато зробив для захисту місцевості від набігів тибетців, сприяв іригації, поліпшенню економічного стану населення.
У 706 році новий імператор Чжун-цзун призначає Го Чженя послом до Тюргешського каганату, де Го вів перемовини з його володарями — Ушилєм та Соге. Китайський дипломат домігся союзу з каганатом проти арабів. Це забезпечило мир на північних кордонах Китаю до 708 року, коли у каганаті сталися заворушення. Внаслідок підкупу ворогами Соге імперських канцлерів Цзун Чуке та Цзі Чуна Китай вирішив напасти на війська Соге. Проти цього повстав Го Чжень, але марно. Внаслідок цього розпочалася війна з каганатом. Втім вона тривала недовго — Го Чжень зумів пояснити імператору ситуацію. В результаті канцлери були страчені, а Го Чжень уклав новий мир з Соге.
У 710 році новий імператор Жуй-цзун призначив Го Чженя міністром сільського господарства, а у 711 році — канцлером, надавши титул цзи (на кшталт барона). У 712 році наступний імператор Сюань-цзун призначив Го Чженя військовим комендантом області Суофан (сучасні провінції Нінся та Шеньсі). Того ж року його призначено військовим міністром.
У 713 році знову призначається канцлером. Того ж року брав активну участь у придушенні змови принцеси Тайпін, за що отримав титул Дай-гуна (на кшталт герцога) та керівництво цензоратом. Втім того ж року під час боротьби з кочівниками зазнав невдачі, водночас під час інспекції імператор побачив погано підготовлену армію. Тому Го Чжень було знято з посад й заслано до префектури Сінь (сучасна провінція Гуандун). Втім того ж року Го було підвищено до військового радника очільника префектури Жаочжоу (сучасна провінція Цзянсі), але Го Чжень не встиг доїхати до нового місця служби, померши у дорозі.

## Творчість
Поезія Го Чженя славилася за незвичайну духовну силу. До наших днів збереглося більше 20 його віршів.
Цвіркун
У гіркої тузі від будинку вдалині — людина, що удачі не знав …
І тільки стрекоче-стрекоче неголосно біля самої подушки моєї
Ти не вимовляй свій сумний поклик у червоних воріт багатіїв —
Там у свисті волинок і звуках пісень вони не почують тебе.